# Zezé
Zezé es una novela española escrita por Ángeles Vicente y editada en 1909. Su importancia estriba en que es la primera novela española que trata el lesbianismo, una de las primeras de Europa y América.

## La autora
Es poco lo que se sabe de la autora. Ángeles Vicente García nació en Murcia en 1878 y con 10 años, es decir, en 1888, se trasladó a vivir Argentina, de donde volvería en 1906. Tras su vuelta de América, se instaló con su marido, Cándido Elormendi, en Madrid, colaborando en periódicos y revistas, para acabar publicando algún libro. Tras la edición de su primer libro, debió separarse de su marido, viviendo de lo que ganaba con sus escritos, junto con su padre y una sirvienta.
En Madrid tuvo contacto con los círculos intelectuales, llegando a conocer a Rubén Darío, Rafael López de Haro, Álvaro Retana, Luis Linares Becerra, Unamuno, Luis de Terán y Emilio Fernández Vaamonde. Su belleza fue alabada por Felipe Trigo, el autor español de novela erótica de más éxito de la época, que escribió el prólogo del primer libro de Vicente, Teresilla.
La influencia argentina es patente en la obra de Ángeles Vicente y le da una modernidad que no se explicaría de otra forma. Sigue las corrientes ocultistas y la literatura fantástica, cultivando el relato espiritista y la ficción científica. También trata temas sociales, destacando en la defensa de las mujeres, aunque también produjo relatos eróticos. Se conocen cuatro libros de su autoría, el ya mencionado Teresilla (1907), Los buitres (1908), la novela Zezé (1909) y Sombras. Cuentos psíquicos (1910).
En 1920 se pierde su rastro.

## Argumento
La novela transcurre durante una travesía nocturna por mar entre Buenos Aires y Montevideo, aunque la mayoría de la acción transcurre en Madrid. Durante la noche, Zezé, una cupletista, y una escritora, trasunto de la autora misma, comparten el camarote. Zezé cuenta a la autora su historia vital y sus observaciones de la condición humana. Comienza por su paso por un colegio de monjas, donde descubre la sexualidad junto con una compañera, para seguir relatando su vida en Madrid, donde lucha por abrirse paso contra el machismo y las dificultades que presentan las convenciones sociales.

## Análisis
En rigor, el libro es una novela de iniciación, con tintes picarescos, de una mujer que busca su identidad y dignidad. Zezé acaba por defender una vida en soltería, basada en los afectos, al margen de los géneros. Uno de sus rasgos más extraordinarios es la inclusión de una relación lésbica en el argumento. El hecho es tan inusual como para ser la primera mención de su tipo en una novela española y una de las primeras en Europa y América.
La historia denuncia claramente la marginación de y la insolidaridad con la mujer en la sociedad de principios del siglo XX. Critica sobre todo el machismo y el donjuanismo dominantes. Reciben su crítica principalmente tres estamentos: la familia, la escuela y la Iglesia, a los que responsabiliza de la opresión realizada por la moral beata y la sociedad pequeñoburguesa. La solución pasaría por la educación, quedando entretanto sólo la posibilidad de la soledad y la compañía de las gentes sencillas.
La autora no puede ser catalogada dentro de ninguna de las dos grandes corrientes de la época: Noventayochismo y Regeneracionismo. La novela se decanta claramente a favor de «lo natural», en el sentido de Rousseau, y en contra de «lo convencional», «nostálgica de un romanticismo que ella misma entrevé caduco».
La novela fue rescatada del olvido por la hispanista Ángela Ena Bordonada en una reedición de 2005. Esta obra está considerada uno de los hitos fundadores de la literatura homosexual en España. En 2025 se ha publicado la traducción de la novela al italiano en la colección "Genealogie e futuri" de la Universidad de Bolonia.